# Kiedrowice (osada leśna)
Kiedrowice – osada leśna (do roku 2013 leśniczówka) w Polsce, położona w województwie pomorskim, w powiecie bytowskim, w gminie Lipnica.
W latach 1975–1998 osada administracyjnie należała do województwa słupskiego.